# Marele Premiu al Italiei din 2023
Marele Premiu al Italiei din 2023 (cunoscut oficial ca Formula 1 Pirelli Gran Premio d'Italia 2023) a fost o cursă auto de Formula 1 ce s-a desfășurat pe 3 septembrie 2023 pe Autodromo Nazionale di Monza din Monza, Italia. Cursa a fost cea de-a paisprezecea etapă a Campionatului Mondial de Formula 1 al FIA din 2023.
Cursa a fost câștigată de Max Verstappen de la Red Bull Racing, doborând recordul de victorii consecutive anteriorului pilot Red Bull Racing, Sebastian Vettel, și extinzând recordul de victorii consecutive în curse pentru Red Bull Racing la 15. Verstappen, Sergio Pérez și polesitter-ul Carlos Sainz Jr. au alcătuit podiumul. Marele Premiu a stabilit recordul pentru durata cea mai scurtă a unei curse fără steag roșu, cu un timp de 1:13:41,143, doborând recordul anterior aparținând Marelui Premiu din 2003, cu 1:14:19,838.

## Context
Liam Lawson l-a înlocuit pe Daniel Ricciardo la AlphaTauri și în această cursă după ce acesta din urmă a suferit o accidentare lui în timpul celei de-a doua sesiuni de antrenamente din Marele Premiu al Țărilor de Jos, runda precedentă. Felipe Drugovich a condus pentru Aston Martin în locul lui Lance Stroll în timpul primei sesiuni de antrenament.
Furnizorul de anvelope Pirelli a adus compușii de anvelope C3, C4 și C5 (denumiți dur, mediu și, respectiv, moale) pentru ca echipele să le folosească la eveniment.

## Calificări
Calificările pentru Marele Premiu au avut loc pe 2 septembrie 2023 începând cu ora locală 16:00 (UTC+2), ora 17:00 EEST.
| Poz.                  | Nr. | Pilot            | Constructor                  | Timpi calificări | Timpi calificări | Timpi calificări | Grila finală |
| Poz.                  | Nr. | Pilot            | Constructor                  | Q1               | Q2               | Q3               | Grila finală |
| --------------------- | --- | ---------------- | ---------------------------- | ---------------- | ---------------- | ---------------- | ------------ |
| 1                     | 55  | Carlos Sainz Jr. | Ferrari                      | 1:21,965         | 1:20,991         | 1:20,294         | 1            |
| 2                     | 1   | Max Verstappen   | Red Bull Racing-Honda RBPT   | 1:21,573         | 1:20,937         | 1:20,307         | 2            |
| 3                     | 16  | Charles Leclerc  | Ferrari                      | 1:21,788         | 1:20,977         | 1:20,361         | 3            |
| 4                     | 63  | George Russell   | Mercedes                     | 1:22,148         | 1:21,382         | 1:20,671         | 4            |
| 5                     | 11  | Sergio Pérez     | Red Bull Racing-Honda RBPT   | 1:21,911         | 1:21,240         | 1:20,688         | 5            |
| 6                     | 23  | Alexander Albon  | Williams-Mercedes            | 1:21,661         | 1:21,272         | 1:20,760         | 6            |
| 7                     | 81  | Oscar Piastri    | McLaren-Mercedes             | 1:22,106         | 1:21,527         | 1:20,785         | 7            |
| 8                     | 44  | Lewis Hamilton   | Mercedes                     | 1:21,977         | 1:21,369         | 1:20,820         | 8            |
| 9                     | 4   | Lando Norris     | McLaren-Mercedes             | 1:21,995         | 1:21,581         | 1:20,979         | 9            |
| 10                    | 14  | Fernando Alonso  | Aston Martin Aramco-Mercedes | 1:22,043         | 1:21,543         | 1:21,417         | 10           |
| 11                    | 22  | Yuki Tsunoda     | AlphaTauri-Honda RBPT        | 1:21,852         | 1:21,594         | N/A              | 11           |
| 12                    | 40  | Liam Lawson      | AlphaTauri-Honda RBPT        | 1:22,112         | 1:21,758         | N/A              | 12           |
| 13                    | 27  | Nico Hülkenberg  | Haas-Ferrari                 | 1:22,343         | 1:21,776         | N/A              | 13           |
| 14                    | 77  | Valtteri Bottas  | Alfa Romeo-Ferrari           | 1:22,249         | 1:21,940         | N/A              | 14           |
| 15                    | 2   | Logan Sargeant   | Williams-Mercedes            | 1:21,930         | 1:21,944         | N/A              | 15           |
| 16                    | 24  | Zhou Guanyu      | Alfa Romeo-Ferrari           | 1:22,390         | N/A              | N/A              | 16           |
| 17                    | 10  | Pierre Gasly     | Alpine-Renault               | 1:22,545         | N/A              | N/A              | 17           |
| 18                    | 31  | Esteban Ocon     | Alpine-Renault               | 1:22,548         | N/A              | N/A              | 18           |
| 19                    | 20  | Kevin Magnussen  | Haas-Ferrari                 | 1:22,592         | N/A              | N/A              | 19           |
| 20                    | 18  | Lance Stroll     | Aston Martin Aramco-Mercedes | 1:22,860         | N/A              | N/A              | 20           |
| Regula 107%: 1:27,283 |     |                  |                              |                  |                  |                  |              |
| Sursa:                |     |                  |                              |                  |                  |                  |              |

## Cursă
Cursa a avut loc pe 3 septembrie 2023, programată să înceapă la ora locală 15:00 (UTC+2), ora 16:00 EEST, dar a fost întârziată cu 20 de minute din cauza unei proceduri de start amânate.
| Poz.                                                                      | Nr. | Pilot            | Constructor                  | Tururi | Timp/Retras | Grilă | Puncte |
| ------------------------------------------------------------------------- | --- | ---------------- | ---------------------------- | ------ | ----------- | ----- | ------ |
| 1                                                                         | 1   | Max Verstappen   | Red Bull Racing-Honda RBPT   | 51     | 1:13:41,143 | 2     | 25     |
| 2                                                                         | 11  | Sergio Pérez     | Red Bull Racing-Honda RBPT   | 51     | +6,064      | 5     | 18     |
| 3                                                                         | 55  | Carlos Sainz Jr. | Ferrari                      | 51     | +11,193     | 1     | 15     |
| 4                                                                         | 16  | Charles Leclerc  | Ferrari                      | 51     | +11,377     | 3     | 12     |
| 5                                                                         | 63  | George Russell   | Mercedes                     | 51     | +23,028     | 4     | 10     |
| 6                                                                         | 44  | Lewis Hamilton   | Mercedes                     | 51     | +42,679     | 8     | 8      |
| 7                                                                         | 23  | Alexander Albon  | Williams-Mercedes            | 51     | +45,106     | 6     | 6      |
| 8                                                                         | 4   | Lando Norris     | McLaren-Mercedes             | 51     | +45,449     | 9     | 4      |
| 9                                                                         | 14  | Fernando Alonso  | Aston Martin Aramco-Mercedes | 51     | +46,294     | 10    | 2      |
| 10                                                                        | 77  | Valtteri Bottas  | Alfa Romeo-Ferrari           | 51     | +1:04,056   | 14    | 1      |
| 11                                                                        | 40  | Liam Lawson      | AlphaTauri-Honda RBPT        | 51     | +1:10,638   | 12    |        |
| 12                                                                        | 81  | Oscar Piastri    | McLaren-Mercedes             | 51     | +1:13,074   | 7     |        |
| 13                                                                        | 2   | Logan Sargeant   | Williams-Mercedes            | 51     | +1:18,557   | 15    |        |
| 14                                                                        | 24  | Zhou Guanyu      | Alfa Romeo-Ferrari           | 51     | +1:20,164   | 16    |        |
| 15                                                                        | 10  | Pierre Gasly     | Alpine-Renault               | 51     | +1:22,510   | 17    |        |
| 16                                                                        | 18  | Lance Stroll     | Aston Martin Aramco-Mercedes | 51     | +1:27,266   | 20    |        |
| 17                                                                        | 27  | Nico Hülkenberg  | Haas-Ferrari                 | 50     | +1 tur      | 13    |        |
| 18                                                                        | 20  | Kevin Magnussen  | Haas-Ferrari                 | 50     | +1 tur      | 19    |        |
| Ab                                                                        | 31  | Esteban Ocon     | Alpine-Renault               | 39     | Avarii      | 18    |        |
| NS                                                                        | 22  | Yuki Tsunoda     | AlphaTauri-Honda RBPT        | 0      | Motor       | –     |        |
| Cel mai rapid tur: Oscar Piastri (McLaren-Mercedes) – 1:25,072 (turul 43) |     |                  |                              |        |             |       |        |
| Sursa:                                                                    |     |                  |                              |        |             |       |        |

Note
- ^1 – Distanța de cursă a fost programată să fie de 53 de tururi înainte de a fi scurtată cu două tururi din cauza unei proceduri de start amânate.[3]
- ^2 – George Russell a primit o penalizare de cinci secunde pentru că a părăsit pista și a obținut un avantaj. Poziția sa finală nu a fost afectată de penalizare.[3]
- ^3 – Lewis Hamilton a primit o penalizare de cinci secunde pentru că a provocat o coliziune cu Oscar Piastri. Poziția sa finală nu a fost afectată de penalizare.[3]
- ^4 – Oscar Piastri a terminat pe locul 11, dar a primit o penalizare de cinci secunde pentru că a părăsit pista și a obținut un avantaj.[3]
- ^5 – Logan Sargeant a primit o penalizare de cinci secunde pentru că a provocat o coliziune cu Valtteri Bottas. Poziția sa finală nu a fost afectată de penalizare.[3]
- ^6 – Yuki Tsunoda nu a început cursa din cauza unei defecțiuni a motorului în timpul turului de formare. Locul lui pe grilă a rămas liber.[3]

## Clasamentele campionatelor după cursă
|        | Poz. | Pilot            | Pct. |
| ------ | ---- | ---------------- | ---- |
|        | 1    | Max Verstappen   | 364  |
|        | 2    | Sergio Pérez     | 219  |
|        | 3    | Fernando Alonso  | 170  |
|        | 4    | Lewis Hamilton   | 164  |
|        | 5    | Carlos Sainz Jr. | 117  |
| Sursa: |      |                  |      |

|        | Poz. | Constructor                  | Pct. |
| ------ | ---- | ---------------------------- | ---- |
|        | 1    | Red Bull Racing-Honda RBPT   | 583  |
|        | 2    | Mercedes                     | 273  |
| 1      | 3    | Ferrari                      | 228  |
| 1      | 4    | Aston Martin Aramco-Mercedes | 217  |
|        | 5    | McLaren-Mercedes             | 115  |
| Sursa: |      |                              |      |

- Notă: Doar primele cinci locuri sunt prezentate în ambele clasamente.